# Алберто Куадри
Алберто Куадри (на италиански: Alberto Quadri, роден на 9 януари 1983 в Бреша) е италиански футболист.